# Рапото IV (граф Ортенбурга)
Рапото IV (нем. Rapoto IV. von Ortenburg; ум. 1296) — граф Ортенбурга с 1275 года.
Третий сын графа Генриха I фон Ортенбурга.
В 1238 году вместе со старшими братьями Дипольдом и Герхардом получил в управление графство Мурах.
В 1257 году умер их сводный брат Генрих II, граф Ортенбурга. Официально его наследником считался Герхард как старший, но тот взял в соправители младших братьев.
Графство Ортенбург было отягощено долгами, и братья были вынуждены продать владения в Верхнем Пфальце. В 1272 году они также продали баварскому герцогу Людвигу II графство Мурах, и у них остался только город Ортенбург с окрестностями.
В 1275 году Герхард умер, не оставив потомства. Дипольд отказался от наследства, и графом Ортенбурга стал Рапото IV. Дипольд, умерший в 1285 году, также завещал ему все свои владения.
В 1291 году граф Альбрехт фон Хальс передал жене Рапото IV Кунигунде (своей внучке) сеньорию Камм.

## Семья
Жена — Кунигунда фон Брукберг. Дети:
- Генрих III (ум. 1345), граф Ортенбурга
- Луитгарда, муж — граф Гартман II фон Вартштайн.